# Теракты в Алеппо (февраль 2012)
Теракты в Алеппо — произошли 10 февраля 2012 года в Алеппо. Террористы подорвали здания, принадлежавшие силам безопасности Сирии.

## Предыстория
Теракты произошли на фоне массовых волнений, продолжавшихся с 15 марта. Алеппо, второй по величине город Сирии, не был затронут беспорядками.

## Теракты
Два взрыва произошли с интервалом в пять минут. Первый — в районе Халеб Джедида у штаб-квартиры военной разведки, там были взорван заминированный автомобиль.
Огромная воронка — мощность этого взрыва оценивают примерно в 300 кг в тротиловом эквиваленте. Разрушившийся домик для постовых. Три бронированные машины, одна из которых отлетела на довольно большое расстояние и перевернулась (полицейские говорят, что многих людей спасло то, что эти машины приняли на себя часть силы взрывной волны). Как и во время терактов, осуществленных в Дамаске, злоумышленниками было выбрано время сбора полицейских, которых должны были отвезти и поставить в оцепление. Отсюда и достаточно большое количество жертв в выходной день, когда людей на улицах почти нет.
Второй взрыв произошёл на площади Сахура, террорист-смертник в заминированном микроавтобусе взорвал себя возле парковки автобусов сирийского ОМОНа. В результате терактов погибло 28 человек, ещё 235 было ранено.

## Подозреваемые
Рияд Аль-Асаад, руководитель Свободной Армии Сирии, от её имени взял ответственность за теракты, заявив, что «это было ответом на обстрел Хомса». Другой член САС полковник Махер Нуаими заявил, что теракты были организованы правительством Сирии.
Американская частная разведывательно-аналитическая компания Stratfor, проанализировав обстоятельства теракта, сообщила, что, скорее всего, за взрывами стояли оппозиционеры, поскольку правительству Сирии нет никакой выгоды от терактов, за исключением возможности ещё раз назвать оппозиционеров «террористами». В то же время, по данным Stratfor, теракты вредят правительству Сирии, поскольку благодаря им возникают сомнения относительно способности правительства обеспечить внутреннюю безопасность.